# Episodi di Tuca & Bertie (terza stagione)
La terza e ultima stagione della serie animata Tuca & Bertie, composta da 10 episodi, è stata trasmessa negli Stati Uniti, su Adult Swim, dall'11 luglio al 29 agosto 2022.
In Italia la stagione è inedita.
| nº | Titolo originale                           | Titolo italiano | Prima TV USA   | Pubblicazione Italia |
| -- | ------------------------------------------ | --------------- | -------------- | -------------------- |
| 1  | Leveling up                                |                 | 11 luglio 2022 |                      |
| 2  | The Pain Garden                            |                 | 11 luglio 2022 |                      |
| 3  | The One Where Bertie Gets Eaten by a Snake |                 | 18 luglio 2022 |                      |
| 4  | Leaf Raking                                |                 | 25 luglio 2022 |                      |
| 5  | Salad Days                                 |                 | 1º agosto 2022 |                      |
| 6  | Screech Leeches                            |                 | 8 agosto 2022  |                      |
| 7  | A Very Speckle Episode                     |                 | 15 agosto 2022 |                      |
| 8  | Fledging Day                               |                 | 22 agosto 2022 |                      |
| 9  | Somebirdy's Getting Married                |                 | 29 agosto 2022 |                      |
| 10 | The Mole                                   |                 | 29 agosto 2022 |                      |